# Oxytropis bella
Espèce
Oxytropis bella est une espèce de plantes à fleurs de la famille des Fabaceae.